# خدنگ طوقی
خدنگ طوقی (نام علمی: Herpestes semitorquatus) نام یک گونه از تیره خدنگ است.